# 중구·남구 (인천 선거구)
중구·남구는 대한민국의 옛 국회의원 선거구이다. 당시 인천직할시 중구와 남구 지역을 관할했다.

## 역사
1981년 7월, 인천시가 인천직할시로 승격되면서 경기도에서 분리되었다. 이에 제12대 국회의원 선거를 앞두고 기존의 인천시 중구·남구 선거구가 중구·남구 선거구로 개편되었다.
1988년 1월, 남구 구월동·간석동·남촌동·만수동·장수동·서창동·운연동·도림동·수산동·논현동·고잔동·선학동 일부·동춘동 일부가 남동구로 분구되었다. 또한 제13대 국회의원 선거를 앞두고 소선거구제가 실시됨에 따라 중구·동구, 남구 갑, 남구 을, 남동구 선거구로 각각 분리되면서 폐지되었다.

## 역대 국회의원
| 선거   | 정당 | 정당       | 1위 의원 | 정당 | 정당       | 2위 의원 |
| ------ | ---- | ---------- | -------- | ---- | ---------- | -------- |
| 1985년 |      | 민주정의당 | 심정구   |      | 신한민주당 | 명화섭   |

## 역대 선거 결과

### 대한민국 제12대 국회의원 선거
|  | 40.26% |

|  | 37.74% |

|  | 21.98% |